# دایگو کوبایاشی
دایگو کوبایاشی (به انگلیسی: Daigo Kobayashi) بازیکن فوتبال اهل ژاپن و عضو تیم ملی فوتبال ژاپن است که در تاریخ ۰۹ اوت ۲۰۰۶ میلادی اولین بازی ملی‌اش را انجام داد. او در ۱ بازی ملی حضور داشت و آخرین بازی ملی خود را در تاریخ ۹ اوت ۲۰۰۶ میلادی انجام داد. دایگو کوبایاشی در بازی‌های ملی‌اش
گلی به ثمر نرساند.